# Giorgio II di Sassonia-Meiningen
Giorgio II, duca di Sassonia-Meiningen (Meiningen, 2 aprile 1826 – Wildungen, 25 giugno 1914), fu il penultimo duca di Sassonia-Meiningen, regnando dal 1866 fino alla sua morte.
Riformatore del suo stato e notevole politico della sua epoca, divenne noto in particolare come promotore delle arti teatrali, regista, direttore, disegnatore di set e mecenate della musica, al punto da guadagnarsi il soprannome di Theaterherzog ("Duca del teatro").

## Infanzia
Giorgio era l'unico figlio maschio del duca Bernardo II di Sassonia-Meiningen e di sua moglie, la principessa Maria Federica d'Assia-Kassel. La sua nascita fu accolta con grande sollievo dai sudditi di suo padre, poiché la successione al ducato era in pericolo a causa della mancanza di eredi maschi nella famiglia. Giorgio sarebbe rimasto figlio unico per diciassette anni, fino alla nascita di sua sorella, la principessa Augusta nel 1843.

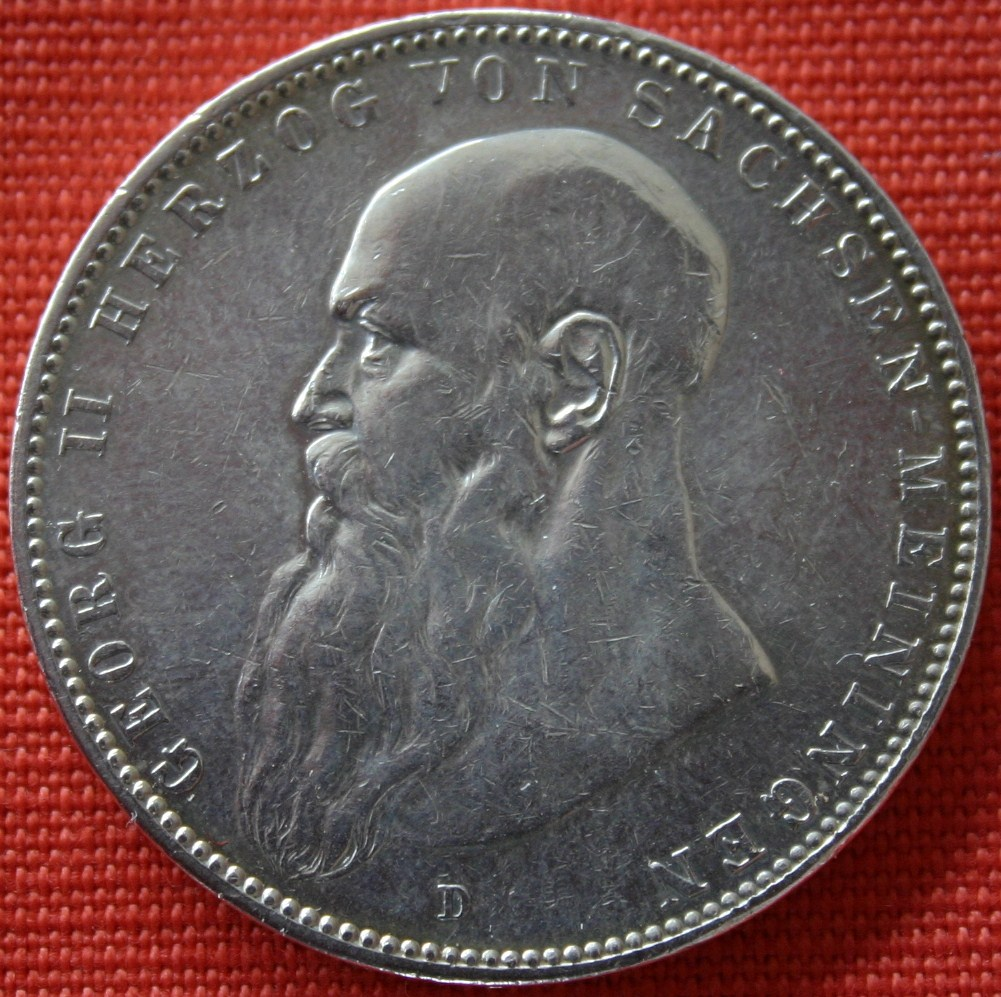
Una moneta da cinque marchi che ritrae Giorgio II, 1908.

Giorgio trascorse i suoi primi anni sotto la supervisione dei suoi genitori e di sua nonna, la duchessa madre Luisa Eleonora. Fu proprio quest'ultima che instillò in Giorgio le virtù patriottiche del suo retaggio, così come il senso del dovere necessario a governare un ducato. Ebbe come educatori personaggi di spicco come Friedrich Fröbel e Moritz Seebeck. Dal 1844 studiò storia dell'arte, storia e legge con Ernst Moritz Arndt, Friedrich Christoph Dahlmann e Gottfried Kinkel all'Università di Bonn, terminando gli studi nel 1847 a Lipsia. Appassionato di pittura, ne apprese i rudimenti col pittore Paul Saet, venendo così a contatto coi principali artisti del suo tempo di cui in molti casi divenne poi mecenate.
Nel 1862, la sua unica sorella sposò il principe Maurizio di Sassonia-Altenburg, un figlio minore del duca Giorgio di Sassonia-Altenburg. sarebbero stati i genitori di Ernesto II di Sassonia-Altenburg, l'ultimo duca regnante di Sassonia-Altenburg.

## Regno
Giorgio succedette al padre come Duca di Sassonia-Meiningen quando quest'ultimo venne costretto ad abdicare il 20 settembre 1866 a seguito della sconfitta dell'Austria, di cui era alleato, nella guerra austro-prussiana.
Egli fu uno dei maggiori intellettuali tra i principi dell'alta nobiltà del secondo Impero. Egli è noto in particolare per aver supportato l'Orchestra di Meiningen, concedendole il teatro di corte. Uno dei suoi più grandi amici fu il musicista Johannes Brahms, spesso suo ospite, che da quella orchestra fece eseguire in prima assoluta la sua Quarta Sinfonia (1885).  Usando le sue conoscenze di storia dell'arte e le sue abilità di disegno, il Duca ci ha lasciato delle tavole dettagliate di scenari per teatri, costumi e particolari. Inoltre egli fu il coreografo di numerose opere teatrali itineranti in Europa. Per questo suo impegno nel teatro è conosciuto come il primo moderno direttore di teatro, ispirando il teatro di Stanislavskij.

## Matrimoni

### Primo

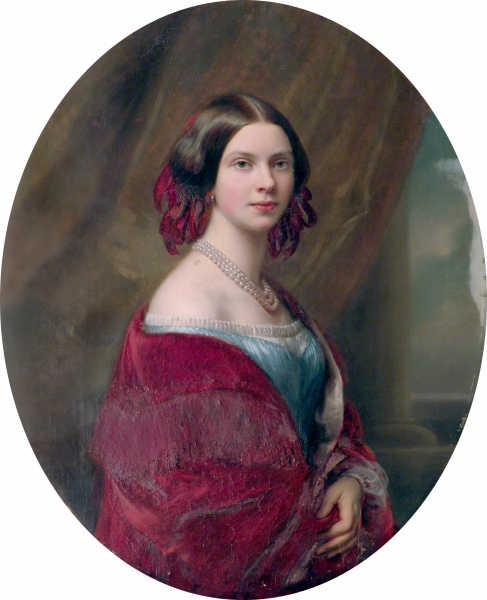
la prima moglie di Giorgio, Carlotta di Prussia

Giorgio si sposò per la prima volta a Charlottenburg il 18 maggio 1850 con la principessa Carlotta di Prussia. figlia maggiore del principe Alberto di Prussia e della principessa Marianna dei Paesi Bassi, e nipote sia di Federico Guglielmo III di Prussia che di Guglielmo I dei Paesi Bassi.
Ebbero quattro figli:
1. Bernardo III, duca di Sassonia-Meiningen (Meiningen, 1º aprile 1851 – Meiningen, 16 gennaio 1928).[1]
2. principe Giorgio Alberto (Meiningen, 12 aprile 1852 – Meiningen, 27 gennaio 1855).[1]
3. principessa Maria Elisabetta (Potsdam, 23 settembre 1853 – d. Munich, 22 febbraio 1923).[1]
4. un maschio (Meiningen, 29 marzo 1855 – d. Meiningen, 30 marzo 1855).[1]

La coppia ebbe un breve fidanzamento, era un matrimonio d'amore. Tra i regali di nozze era una vecchia e opulenta villa sul lago di Como da parte della madre della sposa. Fu rinominata Villa Carlotta in onore della sposa. Trascorsero i successivi cinque anni a Berlino e Potsdam, ma tornavano a Meiningen per la nascita dei loro figli.
Il 27 gennaio 1855, il loro secondogenito morì. Carlotta lo avrebbe seguito due mesi dopo, morendo di parto e lasciando Giorgio inconsolabile. Successe al padre come duca di Sassonia-Meiningen nel 1866, undici anni dopo la morte di Carlotta.

### Secondo

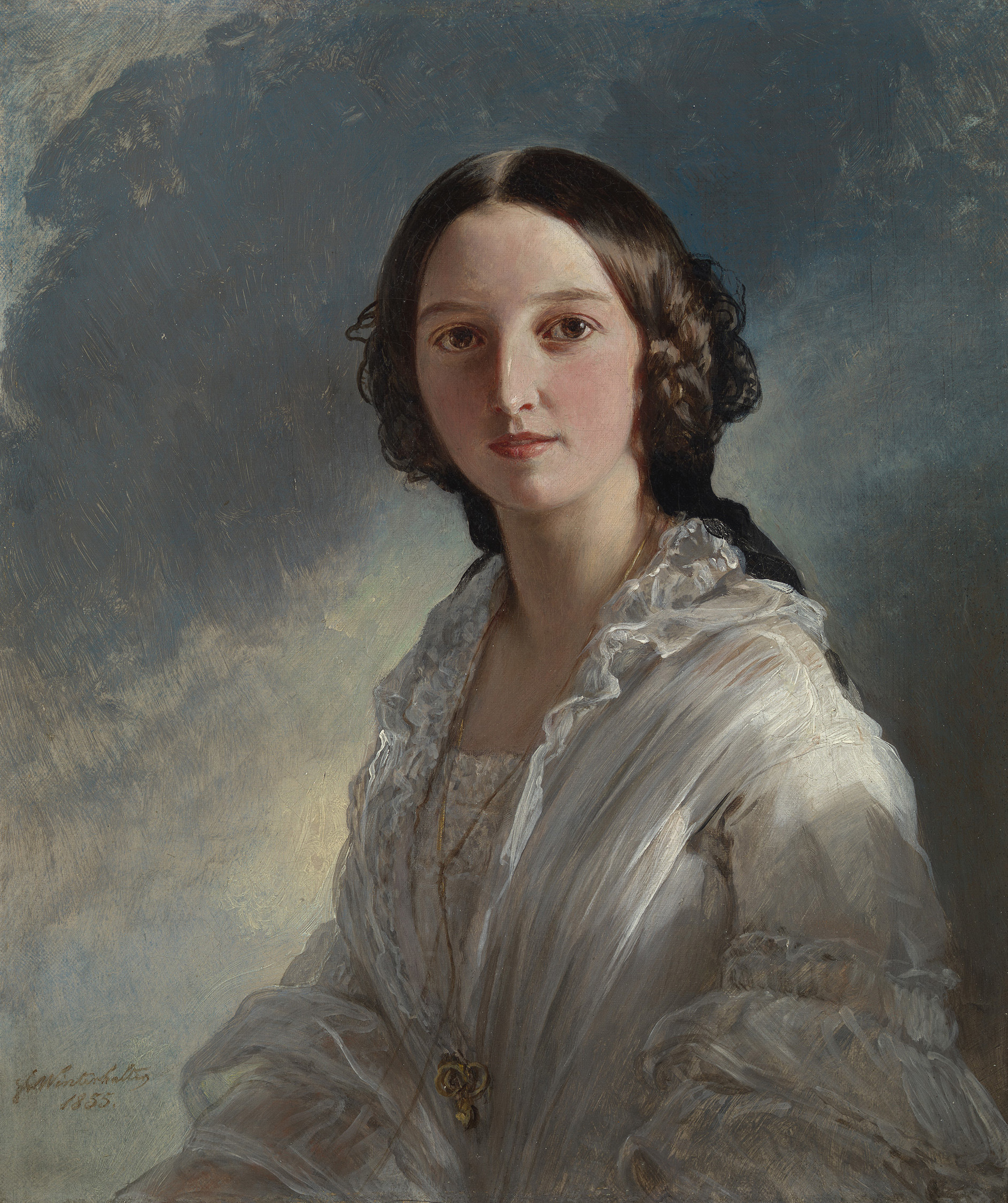
la seconda moglie di Giorgio, Feodora di Hohenlohe-Langenburg, c. 1860. Ritratto di Franz Xaver Winterhalter

Nonostante la sua recente vedovanza, Giorgio andò alla ricerca di una nuova moglie, se non altro per fornire una madre per i suoi due bambini. Conobbe sua cugina di secondo grado, la principessa Feodora di Hohenlohe-Langenburg mentre egli era in viaggio verso l'Italia; essi si fidanzarono quasi subito. Feodora era una nipote della regina Vittoria del Regno Unito, essendo una figlia della sorellastra della regina, la principessa Feodora di Leiningen e di suo marito Ernesto I, principe di Hohenlohe-Langenburg. Il 23 ottobre 1858, si sposarono a Langenburg.
Giorgio e Feodora ebbero tre figli maschi:
1. principe Ernesto Bernardo Vittorio Giorgio (Meiningen, 27 settembre 1859 – Altenstein, 29 dicembre 1941).
2. principe Federico Giovanni Bernardo Ermanno Enrico Maurizio (Meiningen, 12 ottobre 1861 – ucciso in battaglia, Tarcienne, France, 23 agosto 1914).
3. principe Vittorio (Meiningen, 14 maggio 1865 – Meiningen, 17 maggio 1865).

Il loro matrimonio fu tuttavia infelice. Giorgio non si era mai ripreso dalla morte di Carlotta e Feodora non era caratterialmente adatta alla vita che ci si aspettava che conducesse. Non aveva propensioni intellettuali o artistiche; ancora peggio, non aveva interesse a svilupparne alcuna. Nonostante questo fatto, Giorgio tentò di educarla, poiché egli era un grande amante delle arti, in particolare del teatro. Sua madre approvò, affermando che era "molto ragionevole da parte sua prodigarsi in questo senso per la sua sposa perché fosse molto occupata con le lezioni, di prendere lezioni di disegno, e di ascoltare lezioni di storia". Giorgio presto si rese conto, tuttavia, che ella non sarebbe mai stata tanto brillante e intelligente come Carlotta. Dopo la morte del loro terzogenito, Feodora rimase lontano da Meiningen più di quanto consentisse la decenza. nel 1866, egli successe come duca di Sassonia-Meiningen, rendendola duchessa consorte di Sassonia-Meiningen.
Feodora contrasse la scarlattina nel gennaio 1872, e morì il mese successivo. Nonostante le molte differenze tra loro, Giorgio le era rimasto affezionato; quando si ammalò, fu veramente sconvolto e inviava telegrammi ai suoi genitori due volte al giorno.

### Terzo

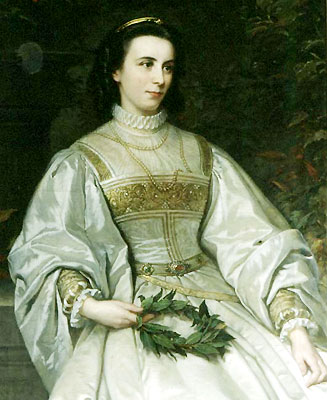
la terza moglie di Giorgio, Ellen Franz, c. 1870. Ritratto di Oskar Begas

Si sposò una terza volta, ed in maniera diseguale a Liebenstein il 18 marzo 1873 con Ellen Franz, una ex attrice. Le fu dato un suo trattamento, essendo più tardi nominata Helene, baronessa di Heldburg (Freifrau von Heldburg) poco prima delle loro nozze e dopo il loro matrimonio.
Questo matrimonio fu morganatico, ed irritò notevolmente il Kaiser Guglielmo. Giorgio a sua volta diventò sempre più arrabbiato e diffidente verso chi mancava di riconoscere sua moglie e trattarla da pari. Molti tedeschi sostennero la decisione di Giorgio di sposarsi, ma Guglielmo si sentì particolarmente scosso perché la prima moglie di Giorgio era stata una sua parente. Guglielmo non fu l'unico ad obiettare verso il matrimonio; anche il padre di Giorgio, l'ex duca regnante Bernardo fu altrettanto arrabbiato e minacciò di appellarsi direttamente al popolo con la visione sbagliata che essi avrebbero sostenuto la sua opinione. Funzionari e ministri della corte di Sassonia-Meiningen anche contestarono l'unione. Molti si dimisero dai loro incarichi e le loro mogli insultarono Ellen apertamente. L'esercito anche rifiutò di porgerle il saluto, facendo ulteriormente arrabbiare duca Giorgio. Mandò un emissario a Berlino con una denuncia a Guglielmo, che rispose ordinando che tutti gli ufficiali devevano in futuro salutare Ellen come baronessa di Heldburg. Non fu mai designata duchessa di Sassonia-Meiningen come la sua seconda moglie.
La coppia non ebbe figli. Molto amati dal popolo, lei e il duca Giorgio crearono e sviluppato il progressivo teatro Meiningen.

## Rapporto con la musica ed il teatro
Giorgio II disegnò e firmò i bozzetti delle scene degli spettacoli della compagnia dei Meininger.

## Ultimi anni
Nei suoi ultimi anni di vita, Giorgio soffrì di sordità acuta e si ritirò dalla vita attiva. Era stato appassionato di caccia e di viaggi, e fu un collezionista di oggetti d'antiquariato e manoscritti. Morì il 25 giugno 1914 e fu succeduto dal figlio maggiore Bernardo.

## Ascendenza
|                                        |                            |                                               | Genitori                                       |  |  | Nonni |  |  | Bisnonni                             |  |  | Trisnonni                        |  |
|                                        |                            |                                               |                                                |  |  |       |  |  | Antonio Ulrico di Sassonia-Meiningen |  |  | Bernardo I di Sassonia-Meiningen |  |
|                                        |                            |                                               |                                                |  |  |       |  |  | Antonio Ulrico di Sassonia-Meiningen |  |  | Bernardo I di Sassonia-Meiningen |  |
|                                        |                            | Elisabetta Eleonora di Brunswick-Wolfenbüttel |                                                |  |  |       |  |  | Antonio Ulrico di Sassonia-Meiningen |  |  |                                  |  |
| Giorgio I di Sassonia-Meiningen        |                            |                                               |                                                |  |  |       |  |  | Antonio Ulrico di Sassonia-Meiningen |  |  |                                  |  |
|                                        |                            | Carlotta Amalia d'Assia-Philippsthal          | Carlo I d'Assia-Philippsthal                   |  |  |       |  |  |                                      |  |  |                                  |  |
|                                        |                            | Carlotta Amalia d'Assia-Philippsthal          | Carlo I d'Assia-Philippsthal                   |  |  |       |  |  |                                      |  |  |                                  |  |
|                                        |                            | Carlotta Amalia d'Assia-Philippsthal          | Cristina di Sassonia-Eisenach                  |  |  |       |  |  |                                      |  |  |                                  |  |
| Bernardo II di Sassonia-Meiningen      |                            | Carlotta Amalia d'Assia-Philippsthal          |                                                |  |  |       |  |  |                                      |  |  |                                  |  |
|                                        |                            | Cristiano Alberto di Hohenlohe-Langenburg     | Luigi di Hohenlohe-Langenburg                  |  |  |       |  |  |                                      |  |  |                                  |  |
|                                        |                            | Cristiano Alberto di Hohenlohe-Langenburg     | Luigi di Hohenlohe-Langenburg                  |  |  |       |  |  |                                      |  |  |                                  |  |
|                                        |                            | Cristiano Alberto di Hohenlohe-Langenburg     | Eleonora di Nassau-Saarbrücken                 |  |  |       |  |  |                                      |  |  |                                  |  |
| Luisa Eleonora di Hohenlohe-Langenburg |                            | Cristiano Alberto di Hohenlohe-Langenburg     |                                                |  |  |       |  |  |                                      |  |  |                                  |  |
|                                        |                            | Carolina di Stolberg-Gedern                   | Federico Carlo di Stolberg-Gedern              |  |  |       |  |  |                                      |  |  |                                  |  |
|                                        |                            | Carolina di Stolberg-Gedern                   | Federico Carlo di Stolberg-Gedern              |  |  |       |  |  |                                      |  |  |                                  |  |
|                                        |                            | Carolina di Stolberg-Gedern                   | Luisa di Nassau-Saarbrücken                    |  |  |       |  |  |                                      |  |  |                                  |  |
| Giorgio II di Sassonia-Meiningen       |                            | Carolina di Stolberg-Gedern                   |                                                |  |  |       |  |  |                                      |  |  |                                  |  |
|                                        | Guglielmo I d'Assia-Kassel | Federico II d'Assia-Kassel                    |                                                |  |  |       |  |  |                                      |  |  |                                  |  |
|                                        | Guglielmo I d'Assia-Kassel | Federico II d'Assia-Kassel                    |                                                |  |  |       |  |  |                                      |  |  |                                  |  |
|                                        | Guglielmo I d'Assia-Kassel | Maria di Hannover                             |                                                |  |  |       |  |  |                                      |  |  |                                  |  |
| Guglielmo II d'Assia-Kassel            | Guglielmo I d'Assia-Kassel |                                               |                                                |  |  |       |  |  |                                      |  |  |                                  |  |
|                                        |                            | Guglielmina Carolina di Danimarca             | Federico V di Danimarca                        |  |  |       |  |  |                                      |  |  |                                  |  |
|                                        |                            | Guglielmina Carolina di Danimarca             | Federico V di Danimarca                        |  |  |       |  |  |                                      |  |  |                                  |  |
|                                        |                            | Guglielmina Carolina di Danimarca             | Luisa di Hannover                              |  |  |       |  |  |                                      |  |  |                                  |  |
| Maria Federica d'Assia-Kassel          |                            | Guglielmina Carolina di Danimarca             |                                                |  |  |       |  |  |                                      |  |  |                                  |  |
|                                        |                            | Federico Guglielmo II di Prussia              | Augusto Guglielmo di Prussia                   |  |  |       |  |  |                                      |  |  |                                  |  |
|                                        |                            | Federico Guglielmo II di Prussia              | Augusto Guglielmo di Prussia                   |  |  |       |  |  |                                      |  |  |                                  |  |
|                                        |                            | Federico Guglielmo II di Prussia              | Luisa Amalia di Brunswick-Wolfenbüttel         |  |  |       |  |  |                                      |  |  |                                  |  |
| Augusta di Prussia                     |                            | Federico Guglielmo II di Prussia              |                                                |  |  |       |  |  |                                      |  |  |                                  |  |
|                                        |                            | Federica Luisa d'Assia-Darmstadt              | Luigi IX d'Assia-Darmstadt                     |  |  |       |  |  |                                      |  |  |                                  |  |
|                                        |                            | Federica Luisa d'Assia-Darmstadt              | Luigi IX d'Assia-Darmstadt                     |  |  |       |  |  |                                      |  |  |                                  |  |
|                                        |                            | Federica Luisa d'Assia-Darmstadt              | Carolina del Palatinato-Zweibrücken-Birkenfeld |  |  |       |  |  |                                      |  |  |                                  |  |
|                                        |                            | Federica Luisa d'Assia-Darmstadt              |                                                |  |  |       |  |  |                                      |  |  |                                  |  |